# 格雷丝·普伦德加斯特
格雷丝·普伦德加斯特（英語：Grace Prendergast，1992年6月30日—），新西兰女子赛艇运动员。她曾代表新西兰参加2016年和2020年夏季奥林匹克运动会赛艇比赛，获得一枚金牌和一枚银牌。